# Dniepr (stacja kolejowa)
Dniepr – stacja kolejowa w Dnieprze, w obwodzie dniepropetrowskim, na Ukrainie. Stacja posiada 5 peronów.